# Marblepsis semna
Marblepsis semna är en fjärilsart som beskrevs av Collenette 1959. Marblepsis semna ingår i släktet Marblepsis och familjen tofsspinnare. Inga underarter finns listade i Catalogue of Life.